# Dirka po Italiji 1919
Dirka po Italiji 1919 (italijansko Giro d'Italia 1919) je 7. izvedba dirke po Italiji, tritedenske moške cestne kolesarske etapne dirke. Začela se je 21. maja v Milanu in končala 8. junija v Milanu, potekala je prvič po prekinitvi zaradi izbruha prve svetovne vojne, ki je trajala od leta 1914. Sodelovalo je 63 kolesarjev iz šestih ekip in privatnih kolesarjev. Skupno zmago je prvič osvojil Costante Girardengo (Stucchi–Dunlop), drugo mesto Gaetano Belloni, tretje pa Marcel Buysse (oba Bianchi).

## Ekipe
- Bianchi
- Legnano–Pirelli
- Maino
- Peugeot–Wolber
- Stucchi–Dunlop
- Verdi

## Etape
| Etapa | Datum    | Štart/Cilj        | Razdalja    | Tip         | Tip             | Zmagovalec                | Vodilni                   |
| ----- | -------- | ----------------- | ----------- | ----------- | --------------- | ------------------------- | ------------------------- |
| 1     | 21. maj  | Milano – Trento   | 302,8 km    |             | gorska etapa    | Costante Girardengo (ITA) | Costante Girardengo (ITA) |
|       | 22. maj  | dan počitka       | dan počitka | dan počitka | dan počitka     | dan počitka               | dan počitka               |
| 2     | 23. maj  | Trento – Trst     | 334,3 km    |             | gorska etapa    | Costante Girardengo (ITA) | Costante Girardengo (ITA) |
|       | 24. maj  | dan počitka       | dan počitka | dan počitka | dan počitka     | dan počitka               | dan počitka               |
| 3     | 25. maj  | Trst – Ferrara    | 282 km      |             | ravninska etapa | Oscar Egg (SUI)           | Costante Girardengo (ITA) |
|       | 26. maj  | dan počitka       | dan počitka | dan počitka | dan počitka     | dan počitka               | dan počitka               |
| 4     | 27. maj  | Ferrara – Pescara | 411,2 km    |             | ravninska etapa | Ezio Corlaita (ITA)       | Costante Girardengo (ITA) |
|       | 28. maj  | dan počitka       | dan počitka | dan počitka | dan počitka     | dan počitka               | dan počitka               |
| 5     | 29. maj  | Pescara – Neapelj | 312,5 km    |             | gorska etapa    | Gaetano Belloni (ITA)     | Costante Girardengo (ITA) |
|       | 30. maj  | dan počitka       | dan počitka | dan počitka | dan počitka     | dan počitka               | dan počitka               |
| 6     | 31. maj  | Neapelj – Rim     | 203,8 km    |             | ravninska etapa | Costante Girardengo (ITA) | Costante Girardengo (ITA) |
|       | 1. junij | dan počitka       | dan počitka | dan počitka | dan počitka     | dan počitka               | dan počitka               |
| 7     | 2. junij | Rim – Firence     | 350,8 km    |             | gorska etapa    | Costante Girardengo (ITA) | Costante Girardengo (ITA) |
|       | 3. junij | dan počitka       | dan počitka | dan počitka | dan počitka     | dan počitka               | dan počitka               |
| 8     | 4. junij | Firence – Genova  | 261,8 km    |             | gorska etapa    | Costante Girardengo (ITA) | Costante Girardengo (ITA) |
|       | 5. junij | dan počitka       | dan počitka | dan počitka | dan počitka     | dan počitka               | dan počitka               |
| 9     | 6. junij | Genova – Torino   | 248 km      |             | gorska etapa    | Costante Girardengo (ITA) | Costante Girardengo (ITA) |
|       | 7. junij | dan počitka       | dan počitka | dan počitka | dan počitka     | dan počitka               | dan počitka               |
| 10    | 8. junij | Torino – Milano   | 277 km      |             | ravninska etapa | Costante Girardengo (ITA) | Costante Girardengo (ITA) |
|       | Skupaj   | Skupaj            | 2984 km     | 2984 km     | 2984 km         | 2984 km                   | 2984 km                   |

## Končna razvrstitev

### Skupni seštevek
| Poz. | Kolesar                   | Ekipa          | Čas          |
| ---- | ------------------------- | -------------- | ------------ |
| 1    | Costante Girardengo (ITA) | Stucchi–Dunlop | 112h 51' 29" |
| 2    | Gaetano Belloni (ITA)     | Bianchi        | + 51' 56"    |
| 3    | Marcel Buysse (BEL)       | Bianchi        | + 1h 05' 31" |
| 4    | Clemente Canepari (ITA)   | Stucchi–Dunlop | + 1h 34' 35" |
| 5    | Ugo Agostoni (ITA)        | Bianchi        | + 1h 39' 39" |
| 6    | Angelo Gremo (ITA)        | Stucchi–Dunlop | + 2h 20' 01" |
| 7    | Ezio Corlaita (ITA)       | Stucchi–Dunlop | + 4h 12' 07" |
| 8    | Lauro Bordin (ITA)        | Maino          | + 4h 16' 32" |
| 9    | Giosuè Lombardi (ITA)     | —              | + 4h 28' 33" |
| 10   | Ugo Ruggeri (ITA)         | —              | + 6h 03' 51" |

| Skupna razvrstitev kolesarjev (11–15) | Skupna razvrstitev kolesarjev (11–15) | Skupna razvrstitev kolesarjev (11–15) | Skupna razvrstitev kolesarjev (11–15) |
| Poz.                                  | Kolesar                               | Ekipa                                 | Čas                                   |
| ------------------------------------- | ------------------------------------- | ------------------------------------- | ------------------------------------- |
| 11                                    | Marcel Godivier (FRA)                 | Bianchi                               | + 6h 52' 54"                          |
| 12                                    | Costante Costa (ITA)                  | Verdi                                 | + 6h 53' 31"                          |
| 13                                    | Enrico Sala (ITA)                     | —                                     | + 7h 15' 17"                          |
| 14                                    | Ottavio Pratesi (ITA)                 | —                                     | + 7h 57' 40"                          |
| 15                                    | Francesco Marchese (ITA)              | Verdi                                 | + 9h 20' 59"                          |

### Po točkah
| Poz. | Kolesar                   | Ekipa          | Točke |
| ---- | ------------------------- | -------------- | ----- |
| 1    | Costante Girardengo (ITA) | Stucchi–Dunlop | 21    |
| 2    | Gaetano Belloni (ITA)     | Bianchi        | 46    |
| 3    | Marcel Buysse (BEL)       | Bianchi        | 62    |
| 4    | Clemente Canepari (ITA)   | Stucchi–Dunlop | 73    |
| 5    | Angelo Gremo (ITA)        | Stucchi–Dunlop | 78    |
| 6    | Ugo Agostoni (ITA)        | Bianchi        | 88    |
| 7    | Ezio Corlaita (ITA)       | Stucchi–Dunlop | 9?    |
| 8    | Marcel Godivier (ITA)     | Bianchi        | 99    |
| 9    | Giosuè Lombardi (ITA)     | —              | 119   |
| 9    | Lauro Bordin (ITA)        | Maino          | 119   |